# March (stacja kolejowa)
March (ang. March railway station) – stacja kolejowa w miejscowości March, w hrabstwie Cambridgeshire, w Anglii. Znajduje się 23 km na wschód od Peterborough na Ely to Peterborough Line. Obsługuje ok. 251 638 pasażerów rocznie (dane za rok 2021/2022).
Stacja była niegdyś ważnym węzłem kolejowym przy zbiegu linii obracających się z miasta. Stacja straciła na znaczeniu w ostatnich latach, kiedy kilka linii kolejowych zostało zdemontowane lub czasowo zamkniętych. Ważny szlak międzyregionalny biegnie przez stację między Ely i Peterborough i coraz większa liczba pociągów towarowych kursuje przez miasto.
Stacja początkowo miała siedem torów. Istnieje obecnie tylko dwa perony do obsługi pociągów pasażerskich, choć tory został niedawno ponownie ustanowione na dwóch opuszczonych peronach na północnej stronie stacji i przewiduje się, że mogą one być ponownie wykorzystane wraz z otwarciem linii do Wisbech. Stacja rozrządowa Whitemoor jest ponownie wykorzystywana w ruchu od 2004.

## Połączenia
W dni powszednie, Greater Anglia prowadzą w kierunku wschodnim co dwie godziny do Ipswich i na zachód od Peterborough. CrossCountry obsługuje co godzinne połączenie w kierunku wschodnim do Cambridge i lotniska Stansted, na zachód obsługuje kierunki do Peterborough, Leicester i Birmingham New Street. Co godzinę pociągi East Midland Trains kursują między Norwich i Liverpool Lime Street poprzez Peterborough, Nottingham i Manchester Piccadilly zwykle bez zatrzymywania, choć kilka pociągów rano i wieczorem w godzinach szczytu zatrzymuje się na stacji.
W niedziele częstotliwości usług jest podobna, bez połączeń CrossCountry do Whittlesea i Manea.

## Linie kolejowe
- Ely to Peterborough Line